# William Carron, Baron Carron
William John Carron, Baron Carron KSG Kt FRSA (* 19. November 1902 in Kingston upon Hull; † 3. Dezember 1969 in Forrest Hill, London) war ein britischer Gewerkschaftsfunktionär, Politiker der Labour Party und Wirtschaftsmanager, der zwischen 1956 und 1967 Präsident der einflussreichen Maschinenbaugewerkschaft Amalgamated Engineering Union (AEU) war und 1967 als Life Peer aufgrund des Life Peerages Act 1958 Mitglied des House of Lords wurde.

## Leben
Carron absolvierte nach dem Besuch der römisch-katholischen Grundschule in Kingston upon Hull eine Ausbildung am Hull Technical College und war danach zwischen 1918 und 1923 als Drechsler bei Rose, Downs & Thompson Ltd. in Hull tätig. Im Anschluss war er seit 1923 als Geselle bei der Firma tätig und trat 1924 der Maschinenbaugewerkschaft Amalgamated Engineering Union (AEU) als Mitglied bei. Seine Laufbahn als Gewerkschaftsfunktionär begann er 1932 als Sekretär der Zweigstelle der AEU in Hull und übte dieses Amt bis 1945 aus.
Daneben war Carron hauptberuflich zwischen 1935 und 1945 in der Pflege- und Wartungsabteilung von Reckitt & Coleman in Hull tätig. Während dieser Zeit war er zunächst Vertrauensmann der AEU und wurde danach 1941 Gewerkschaftsvertreter im Werkausschuss des Unternehmens sowie Bezirkspräsident der AEU. 1945 begann er seine hauptberufliche Tätigkeit als Gewerkschaftsfunktionär und war zunächst zwischen 1945 und 1950 Bereichsorganisator der AEU. Zwischenzeitlich absolvierte er auch ein Studium an der University of Oxford, das er mit einem Master of Arts (M.A.) abschloss.
1950 wurde Carron Mitglied des Exekutivrates der AEU und gehörte daneben zwischen 1954 und 1968 dem Generalrat des Dachverbandes der Gewerkschaften TUC (Trades Union Congress) an. 1956 wurde er als Nachfolger von Robert Openshaw zum Präsidenten der AEU gewählt. In seiner bis 1967 richtete der gläubige Katholik die Gewerkschaft rechts und antikommunistisch aus.
Für seine Verdienste wurde Carron, der auch Fellow der Royal Society of Arts (FRSA) war, 1959 Ritter des Gregoriusorden sowie 1963 zum Knight Bachelor geschlagen, so dass er fortan den Namenszusatz „Sir“ führte. Neben seiner Tätigkeit als Gewerkschaftsvorsitzender wurde er 1963 Mitglied des Direktoriums der Bank of England sowie 1967 der United Kingdom Atomic Energy Authority (UKAEA).
Carron wurde durch ein Letters Patent vom 11. Juli 1967 als Life Peer mit dem Titel Baron Carron, of the City and County of Kingston-upon-Hull, Mitglied des House of Lords, dem er bis zu seinem Tod angehörte. Sein Nachfolger als Vorsitzender der AEU wurde der ehemalige Kommunist und bekennende Marxist Hugh Scanlon, der die Gewerkschaft dementsprechend neu ausrichtete.